# Pascal Bodmer
Pascal Bodmer (Balingen, 4 januari 1991) is een Duitse voormalig schansspringer. Hij vertegenwoordigde zijn vaderland op de Olympische Winterspelen 2010 in Vancouver

## Carrière
Bodmer maakte zijn internationale debuut in februari 2007 in Titisee-Neustadt, vier dagen later behaalde hij in Klingenthal zijn eerste wereldbekerpunten. In het Vierschansentoernooi 2009 eindigde de Duitser op de achtenveertigste plaats. Bij de openingswedstrijd van het seizoen 2009/2010 in Kuusamo, Finland eindigde Bodmer voor de eerste en enige maal in zijn carrière op het podium. Hij hoefde enkel de Noor Bjørn Einar Romøren voor zich te dulden.
Op de wereldkampioenschappen schansspringen 2011 in Oslo eindigde hij als eenendertigste op de normale schans.
Tijdens de Olympische Winterspelen van 2010 in Vancouver eindigde Bodmer als eenendertigste op de normale schans.

## Resultaten

### Olympische Winterspelen
| Jaar | Plaats    | Resultaten |
| ---- | --------- | ---------- |
| 2010 | Vancouver | 31e HS106  |

### Wereldkampioenschappen
| Jaar | Plaats | Resultaten |
| ---- | ------ | ---------- |
| 2011 | Oslo   | 31e HS106  |

### Wereldkampioenschappen junioren
| Jaar | Plaats        | Resultaten                                         |
| ---- | ------------- | -------------------------------------------------- |
| 2007 | Tarvisio      | 18e kleine schans 4e landenwedstrijd kleine schans |
| 2008 | Zakopane      | 11e kleine schans · landenwedstrijd kleine schans  |
| 2009 | Strbske Pleso | 4e kleine schans · landenwedstrijd kleine schans   |

### Wereldbeker

#### Eindklasseringen
| Seizoen   | Algm | SV  | 4S  | NT  |
| --------- | ---- | --- | --- | --- |
| 2006/2007 | 88e  | –   | –   | –   |
| 2008/2009 | 55e  | 41e | 48e | 41e |
| 2009/2010 | 19e  | 25e | 7e  | 62e |
| 2010/2011 | 33e  | 59e | 20e |     |

### Grand-Prix
Eindklasseringen
| Jaar | Plaats |
| ---- | ------ |
| 2009 | 62e    |
| 2010 | 43e    |
| 2011 | 84e    |
| 2012 | 79e    |